# 天竜峡温泉
天竜峡温泉（てんりゅうきょうおんせん）は、長野県飯田市（旧国信濃国）にある温泉。

## 泉質
- 単純弱放射能泉（含放射能－ラドン泉）

近隣に川路温泉という一軒宿の温泉があり、こちらは硫黄泉である。

## 温泉街
風光明媚な天竜峡にある温泉街であり、天竜峡遊歩道や天竜ライン下りなどで景観を楽しめる。いくつかの宿泊施設は峡谷にせり出すように建設されており、浴室や客室から天竜峡の眺望を堪能することができる。
また公営の日帰り温泉施設（後述）に加え、4月から11月までの季節限定ながら、ライン下りの乗り場近くに足湯も開設されている。周辺はリンゴ農園が多く、季節によってはリンゴ狩りも楽しめる。
南信州では昼神温泉と双璧をなす温泉と言えるが、宿泊施設や周辺の飲食店、土産物店などは少なく、比較的規模の小さい温泉街である。

## 歴史
天竜峡は明治時代より文化人の集うところとして知られ、その景観を楽しむための茶席が設けられていた。これが発展する形で峡谷の両岸に料亭や宿が設立されていった。
温泉地としての歴史は浅く、1989年に温泉掘削を行い、源泉が湧出した。周辺の宿泊施設にこの源泉が供給され、天竜峡温泉と呼ばれるようになった。このことは、天竜峡の観光客増加にも寄与した。
しかし、その後バブル崩壊の影響に加え、他の温泉地などとの競合によって観光客は漸減した。施設老朽化などもあり、1995年以降、11軒あった宿泊施設のうち4軒が閉鎖に追い込まれた。
2008年には、『天龍峡百年再生プロジェクト』と銘打たれた観光振興策の一環として、閉鎖した宿泊施設の1つを飯田市が引き継いで日帰り温泉施設として再オープンした。

## アクセス

### 鉄道
- JR飯田線天竜峡駅下車徒歩約5分。

### 道路
- 三遠南信自動車道天龍峡インターチェンジ